# Frontera entre Canadá y Estados Unidos
La frontera entre Canadá y Estados Unidos (en inglés: Canada–United States border, en francés: Frontière entre le Canada et les États-Unis) constituye el límite territorial más largo del mundo compartido entre dos países. Está trazada siguiendo una línea recta imaginaria, que se extiende a lo largo del paralelo 49.
Se la conoce popularmente como la Frontera Internacional (del inglés International Boundary); sumando porciones de los océanos Atlántico, Pacífico y Ártico, además de los Grandes Lagos, mide un total de 8891 km.

## Historia

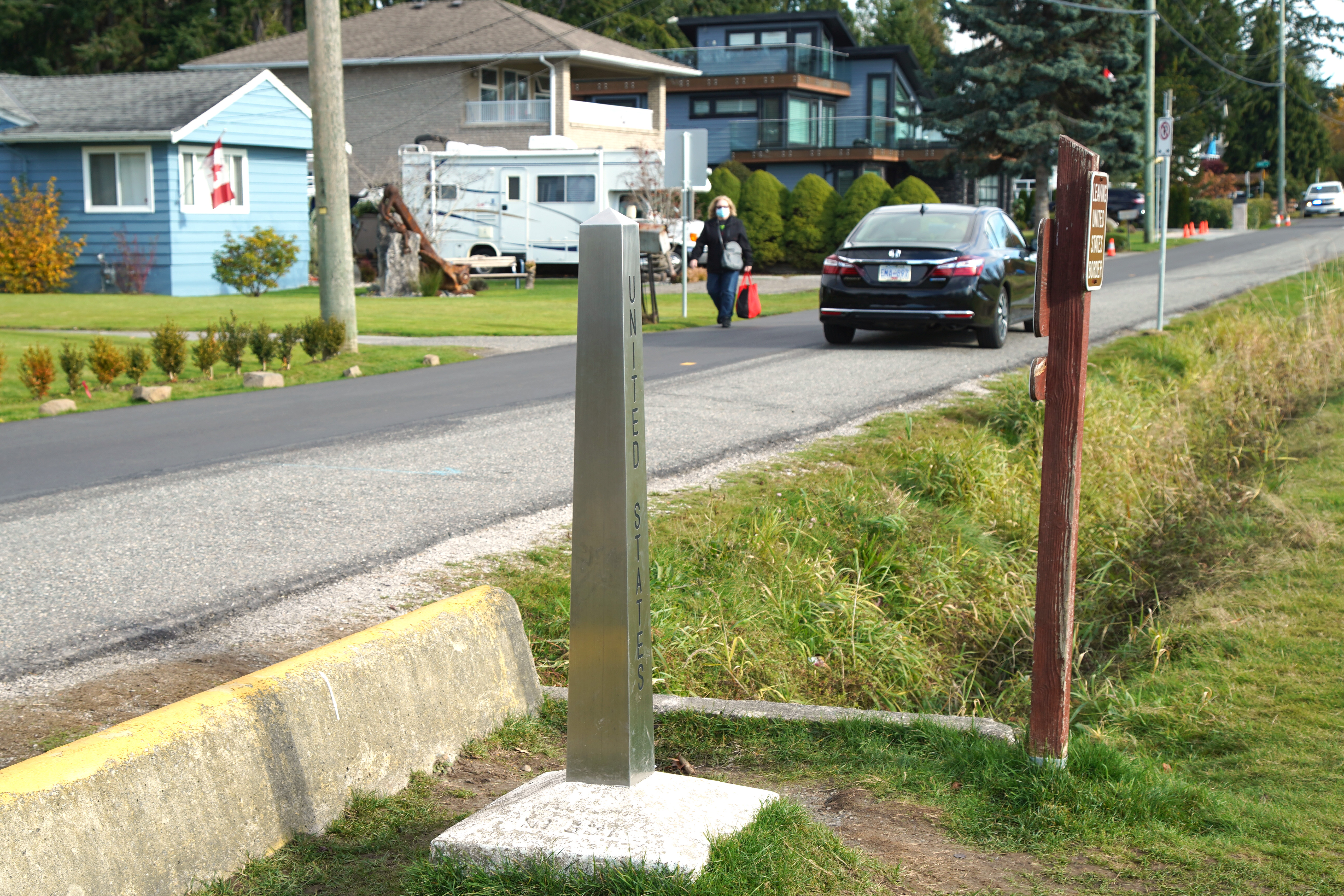
0 Avenue en el lado canadiense y el marcador fronterizo

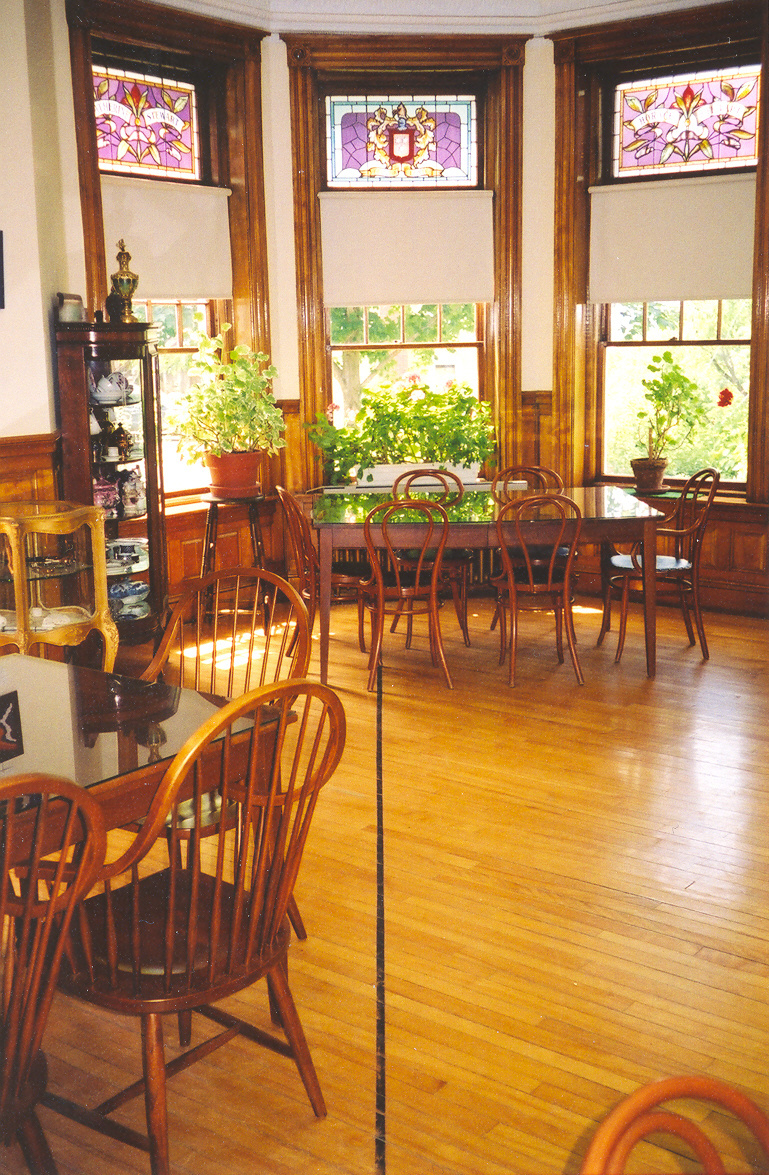
Contorno del borde dentro de la Biblioteca y Ópera de Haskell Free (Vermont, Estados Unidos).

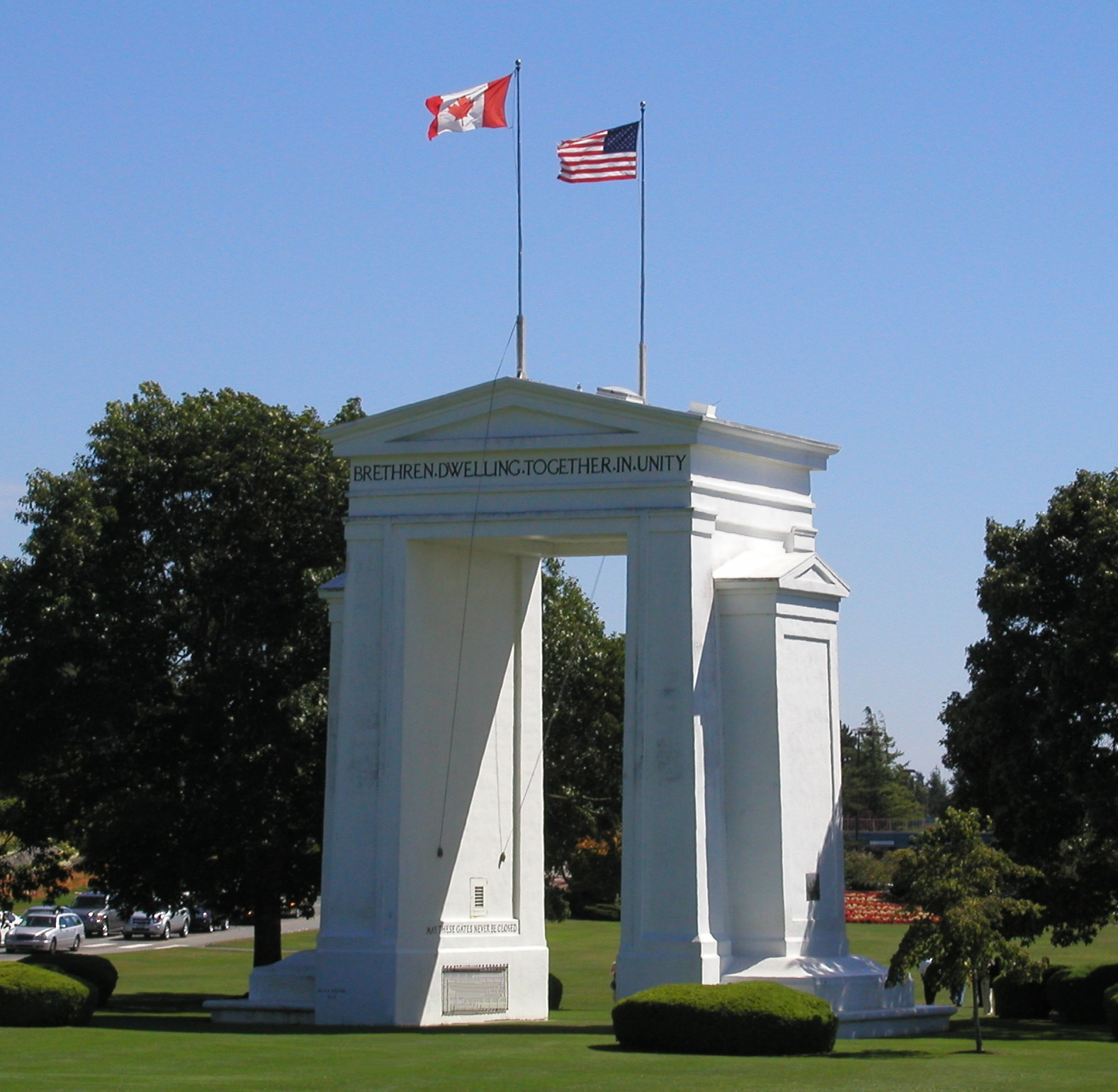
El Arco de la Paz en el límite entre Blaine, Washington y Surrey, Columbia Británica.

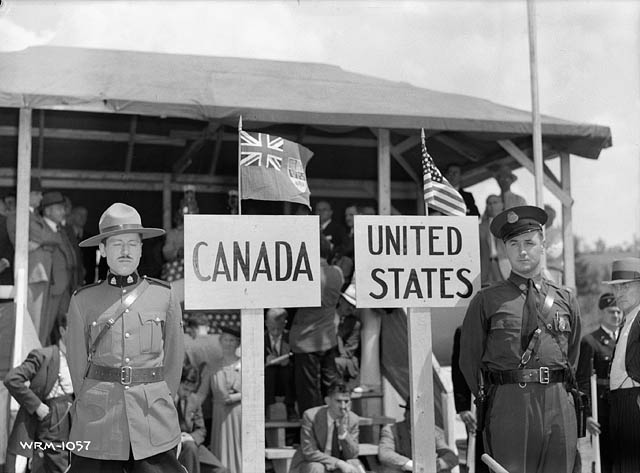
Un miembro de la Real Policía Montada del Canadá y un guardia fronterizo estadounidense en una ceremonia oficial, agosto de 1941.

El origen de esta frontera es el Tratado de París del 3 de septiembre de 1783 entre el Reino de Gran Bretaña y las Trece Colonias, que puso fin a la Guerra de Independencia de los Estados Unidos. Numerosos tratados y acuerdos posteriores a lo largo de la historia forman lo que es la actual frontera.
Otros hechos importantísimos fueron el Tratado Jay de 1794 (fundamental para mantener la paz en plena época de las guerras revolucionarias francesas) y la Convención de Londres de 1818.
Tras la Guerra de Aroostook, el Tratado Webster-Ashburton de 1842 resolvió la frontera Maine-Nuevo Brunswick. Por su parte, el Tratado de Oregón de 1846 resolvió disputas en la frontera occidental.
En 1908 se constituyó la Comisión Internacional de Límites, para así consolidar y demarcar físicamente la frontera, deforestando la línea de cruce y reincorporar hitos en los puntos de referencia.
En la actualidad se la conoce como "la frontera no defendida más larga del mundo".

## Longitudes por estado y provincia
| Puesto | Estado           | Frontera con Canadá   |
| ------ | ---------------- | --------------------- |
| 1      | Alaska           | 2 475 km 1 538 millas |
| 2      | Míchigan         | 1 160 km 721 millas   |
| 3      | Maine            | 983 km 611 millas     |
| 4      | Minesota         | 880 km 547 millas     |
| 5      | Montana          | 877 km 545 millas     |
| 6      | Nueva York       | 716 km 445 millas     |
| 7      | Washington       | 687 km 427 millas     |
| 8      | Dakota del Norte | 499 km 310 millas     |
| 9      | Ohio             | 235 km 146 millas     |
| 10     | Vermont          | 145 km 90 millas      |
| 11     | Nuevo Hampshire  | 93 km 58 millas       |
| 12     | Idaho            | 72 km 45 millas       |
| 13     | Pensilvania      | 68 km 42 millas       |

| Puesto | Provincia/Territorio | Frontera con EE. UU.  |
| ------ | -------------------- | --------------------- |
| 1      | Ontario              | 2 760 km 1 715 millas |
| 2      | Columbia Británica   | 2 168 km 1 347 millas |
| 3      | Yukón                | 1 210 km 752 millas   |
| 4      | Quebec               | 813 km 505 millas     |
| 5      | Saskatchewan         | 632 km 393 millas     |
| 6      | Nuevo Brunswick      | 513 km 318 millas     |
| 7      | Manitoba             | 497 km 309 millas     |
| 8      | Alberta              | 298 km 185 millas     |

## Territorios disputados entre Canadá y los Estados Unidos
- Entrada Dixon
- Estrecho de Juan de Fuca
- Isla Machias Seal y Roca North
- Mar de Beaufort